# Horní Hoštice (tvrz)
Tvrz Horní Hoštice stávala v obci Horní Hoštice pravděpodobně na soutoku dvou potoků v blízkosti kostela.

## Historie
Tvrz byla postavena v období kolonizace Jesenicka ve druhé polovině 13. století. První zmínka o ní pochází z roku 1376, kdy je jako majitel zmiňován Konrád z Hoštic. Kdy tvrz zanikla není známo. Roku 1536, kdy je statek převáděn k Pačkovu, se uvádí pouze tvrziště.

## Páni z Hoštic
Páni z Hoštic byli chudý šlechtický rod, který měl povinnost vojenské služby "s jedním koněm". Kromě Konráda z Hoštic je nejznámějším členem rodu Ondřej z Hoštic, který v letech 1363-1380 působil ve vlivném postavení u zemského soudu v Nise.

## Podoba
Tvrz stávala na soutoku dvou potoků, které tak tvořily část opevnění. Dále byla opevněna valem a příkopem a pravděpodobně také rybníkem. Zbytky valů a studny byly viditelné ještě na počátku 20. století. Ve 40. letech však byl rybník zasypán a zbytky tvrze zničeny.